# Ваніка
Ваніка (нід. Wanica) — округ Суринаму, розташований на північному сході країни. Адміністративний центр — місто Лелідорп.
Населення округу — 85 986 осіб (2004), площа — 442 км². З високою щільністю населення округ Ваніка є одним з найбільш урбанізованих в країні.
Адміністративний центр округу спочатку називався Кофідйомпо, але в 1905 році був перейменований на честь голландського архітектора Корнеліса Лелі, який був автором безлічі великих будівельних проектів в Нідерландах, а також губернатором Суринаму.

## Населення
За переписом населення 2012 етнічний склад населення провінції був такий:
| національність | % від населення |
| -------------- | --------------- |
| маруни         | 15,3 %          |
| креоли         | 9,3 %           |
| індосуринамці  | 43,8 %          |
| яванці         | 17,9 %          |
| змішані        | 9,9 %           |

## Економіка
Основні культури, вирощувані в Ваніці — папая та пшениця, також є лікувальні джерела. Нещодавно в окрузі були виявлені родовища міді.